# Guerre des Quatre Seigneurs
Pour les articles homonymes, voir siège de Metz.
Guerres féodales en Lorraine
La Guerre des Quatre Seigneurs ou Guerre de Metz est un conflit qui opposa la République messine à quatre princes du Saint-Empire romain germanique, entre 1324 et 1326.

## Contexte historique
Au XIVe et XVe siècles, la Lorraine est le théâtre d’affrontements fréquents entre différents seigneurs du Saint-Empire romain germanique. Les ducs de Lorraine, de Bar, de Luxembourg, les comtes de Deux-Ponts, de Vaudémont, l’archevêque de Trèves, les évêques de Metz,  de Toul et  de Verdun, s’allient ou s’opposent au gré des circonstances, dans un monde fortement marqué par la féodalité.

## Germes du conflit
En 1324, à la suite de querelles avec la ville de Metz et de dettes contractées auprès des bourgeois de la cité, Jean Ier, comte de Luxembourg et roi de Bohême, l’archevêque-électeur de Trêves Baudouin de Luxembourg, frère de l'empereur Henri VII, le comte Édouard Ier de Bar et le duc Ferry IV de Lorraine forment une coalition pour s’emparer de la ville,.
Les querelles, d'ordre juridique, étaient dues à l’enchevêtrement des terres et des possessions, les bourgeois messins ne respectant pas toujours leurs obligations de vassaux sur certaines d’entre elles. Quant aux dettes, leurs origines étaient aussi diverses que variées. Parmi ces dettes, on peut citer :
- le paiement d’une rançon par le comte de Bar Édouard Ier, au duc Ferry IV de Lorraine, qui l’avait fait prisonnier après une bataille à Frouard en 1313 ;
- le paiement d’une rançon par le duc Ferry IV de Lorraine, à l'empereur Louis IV, qui l’avait fait prisonnier après la bataille de Mühldorf en 1322 ;
- un prêt de 50 000 livres au comte Henri VII de Luxembourg, père de Jean Ier de Bohême, pour financer son élection comme empereur du Saint-Empire ;
- la location des troupes de la cité messine, par Édouard Ier de Bar, dans un conflit qui l'opposait à l’évêque de Verdun Henri IV d’Aspremont[4].

## Déroulement du conflit
La ville confia la direction suprême de la guerre à un comité de sept seigneurs choisis parmi les Paraiges, appelés « les sept de la guerre », aux pouvoirs plus étendus. Elle renforça les remparts et les dota de pièces d'artillerie.
En septembre 1324, la ville de Metz fait appel à des mercenaires rhénans, de la vallée de la Moselle, de la Sarre et du Rhin pour renforcer la milice municipale. Plus de 700 cavaliers sont ainsi gagés par la cité messine, s'ajoutant aux huit cents cavaliers de la milice bourgeoise. Outre ces soldoyeurs, la ville achète à prix d’or les services de différents seigneurs, accompagnés de leurs chevaliers, de leurs écuyers et de leurs gens d’armes. Parmi eux, figuraient les comtes de Sarrebruck, de Deux-Ponts-Bitche, et de Saarwerden, ainsi que le Raugraf Konrad, connus pour leur grande habitude des armes,.
Les troupes des quatre seigneurs ravagent alors le plat-pays, faisant « œuvres inhumaines...,Sarasins, Turcks ou Juifs ne sceussent pis faire » dit la Chronique. Un grand nombre de bourgs, comme Hauconcourt, Aleizy, Arcaney, ou Antilly sont livrés aux flammes et aux pillages. Les assauts des coalisés sont toutefois repoussés à Saint-Julien, puis à Moulins, où le gibet de la cité est détruit. Les troupes messines, menées par le comte de Sarrebruck, le sire de Bitche, ou le messin Jacques Grongnat, chevalier de Saint-Jean de Jérusalem, effectuent régulièrement des sorties, pour harceler les troupes coalisées. Les bourgeois messins participent aussi activement à la défense. Ainsi, un humble cordonnier messin et dix hommes repoussèrent un jour les ennemis à la porte de Patar. 
En octobre 1324, à l'approche de l'hiver, les coalisés lèvent le siège. Les messins s'empressent alors de réparer les dégâts causés aux fortifications, avant que les troupes ennemies ne reprennent leur pillage dans le plat pays l'année suivante. Alors que la ville semble à cette époque inexpugnable, son plat pays, assise de son ravitaillement et de sa puissance, reste en fait particulièrement exposé aux razzias ou aux rançonnements. Le conflit se poursuit ensuite sur les terres du comte de Bar, où Jean de la Court, à la tête de 1400 hommes, tant cavaliers que fantassins, incendie des villages du Barrois, pour inciter Édouard de Bar à négocier la paix.

## Trêve et paix
Après deux années de troubles, le pape Jean XXII refusant son assistance financière, les quatre princes ligués sont contraints de conclure une paix avec les Messins, le 3 mars 1326. L'accord ne reconnut ni vainqueurs, ni vaincus. Les bourgeois messins doivent s’engager à ne plus acheter de terres sur les fiefs des princes, sans leur consentement.
Ce traité est aussi appelé « Paix des harengs ». Ce mets, très prisé à l’époque, fut en effet servi par les Messins, lors des négociations, qui eurent lieu à Pont-à-Mousson  dans le Comté de Bar, alors que les routes commerciales étaient censées être contrôlées, par les seigneurs coalisés contre la cité messine.
Ces derniers se seraient plaints en disant:
« Comment se puet il faire que vous aies hairans a Metz pour les chamins que vous sont clos ? Et ilz ne sont mie cloez pour nous et si n’en povons nulz avoir... » 
Les Messins auraient répondu :
« Vous cuidies tenir les chamins et pays clous pour nous, mais nous les tenons clous pour vous! ».
C’est pendant le siège de Metz de 1324, qu’eut lieu le premier usage notable de canons en Occident. Une couleuvrine et une serpentine au moins ont été utilisées durant le siège.

## Conséquences
La guerre a entraîné des coûts considérables pour la ville de Metz. Le financement de cette charge financière, par le recours à des impôts lourds, suscitèrent d'autant plus de contestations que les choix fiscaux du gouvernement des paraiges semblaient épargner les grands propriétaires terriens. Le paraige du Commun demanda alors le bannissement de certains chefs patriciens, qui commencèrent, pour certains, à s'exiler, comme le maître échevin, le 20 août 1326, suivi de plusieurs financiers importants.
Une partie du patriciat s'allia aux mécontents, qui trouvèrent un meneur en la personne du patricien Jacquemin Boileau, habitant du quartier d'Outre-Seille. Les patriciens exilés cherchèrent l'appui des comtes de Bar et de Luxembourg, ce qui fit craindre une nouvelle guerre féodale. Le danger conduisit les bourgeois messins à ouvrir des négociations avec les exilés, qui aboutirent au rétablissement de la situation antérieure, par un accord signé en juin 1327.
Lorsque le patriciat rétablit son unité et son autorité sur les bourgeois, en 1327, il fit inscrire au-dessus de la Porte du Pont Rengmont : « Si nous avons paix dedans, nous avons paix defor ».